# Janowiec Wielkopolski (gmina)
Janowiec Wielkopolski (do końca 1991 gmina Janowiec) – gmina miejsko-wiejska w województwie kujawsko-pomorskim, w powiecie żnińskim. W latach 1975–1998 gmina położona była w województwie bydgoskim.
Siedziba gminy to Janowiec Wielkopolski.
Według danych z 30 czerwca 2004 gminę zamieszkiwało 9355 osób.

## Struktura powierzchni
Według danych z roku 2002 gmina Janowiec Wielkopolski ma obszar 130,74 km², w tym:
- użytki rolne: 84%
- użytki leśne: 5%

Gmina stanowi 13,28% powierzchni powiatu.

## Demografia

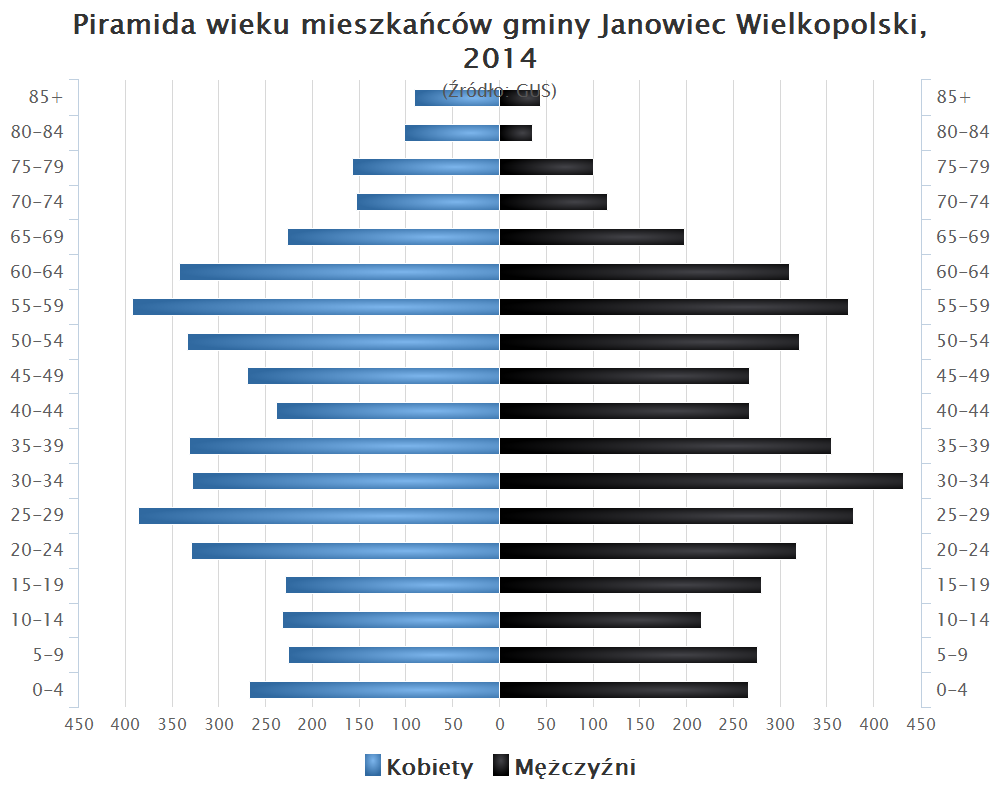
Piramida wieku mieszkańców gminy Janowiec Wielkopolski w 2014 roku

Dane z 30 czerwca 2004:
| Opis                              | Ogółem | Ogółem | Kobiety | Kobiety | Mężczyźni | Mężczyźni |
| --------------------------------- | ------ | ------ | ------- | ------- | --------- | --------- |
| Jednostka                         | osób   | %      | osób    | %       | osób      | %         |
| Populacja                         | 9355   | 100    | 4740    | 50,7    | 4615      | 49,3      |
| Gęstość zaludnienia [mieszk./km²] | 71,6   | 71,6   | 36,3    | 36,3    | 35,3      | 35,3      |

## Zabytki
Wykaz zarejestrowanych zabytków nieruchomych na terenie gminy:
- zespół dworski w Brudzyniu, obejmujący: dwór z 1912; park z końca XIX w.; magazyn z 1870; chlewnię z 1880; stajnię z 1880; stodołę z 1910; oborę z 1910; wozownię z 1910, nr 166/A z 15.06.1985 roku
- kościół pod wezwaniem św. Jana Chrzciciela z lat 1891-1893 w Kołdrąbiu, nr A/799 z 05.07.1991 roku
- pałac z lat 1870-1880 w Kołdrąbiu, nr A/1017 z 11.12.1991 roku
- zespół dworski w Laskowie, obejmujący: dwór; park, nr A/425/1-2 z 21.10.1994 roku
- zespół dworski z drugiej połowy XIX w. w Sarbinowie: dwór; park, nr 151/A z 15.06.1985 roku
- drewniany kościół parafii pod wezwaniem Świętej Trójcy z XVIII w. w Świątkowie, nr AK I 11a/283/33 z 14.03.1933 roku
- park dworski z początku XX w. w Świątkowie, nr 174/A z 05.06.1985 roku
- zespół dworski z pierwszej połowy XIX w. w Tonowie, obejmujący: dwór; park, nr A/456/1-2 z 11.10.1995 roku
- spichrz w dawnym folwarku, obecnie budynek administracyjny z 1902 we Włoszanowie, nr 150/A z 15.06.1985 roku
- zespół kościelny w miejscowości Zrazim, obejmujący: kościół ewangelicki obecnie rzymskokatolicki z 1892 roku; pastorówkę; park końca XIX w., nr A/479/1-3 z 30.12.1996 roku
- kościół parafii pod wezwaniem Narodzenia Najświętszej Maryi Panny z XVIII w. w Żernikach, nr Ak-I-11a/284/33 z 14.03.1933 roku.

## Sołectwa
Bielawy, Brudzyń, Chrzanowo, Flantrowo, Gącz, Janowiec-Wieś, Juncewo, Kołdrąb, Laskowo, Miniszewo, Obiecanowo, Ośno, Posługowo, Świątkowo, Tonowo, Wełna, Włoszanowo, Wybranowo, Zrazim, Żerniki, Żużoły.

## Miejscowości niesołeckie
Brudzyń (leśniczówka), Dębiec, Dziekszyn, Łapaj, Puzdrowiec, Sarbinowo Drugie.

## Sąsiednie gminy
Damasławek, Mieleszyn, Mieścisko, Rogowo, Żnin